# ناحیه ادامز، شهرستان موور، مینه‌سوتا
ناحیه ادامز، بخش موور، مینسوتوا (به انگلیسی: Adams Township, Mower County, Minnesota) در ایالات متحده آمریکا است که در مینه‌سوتا واقع شده‌است.

## خصوصیات
ناحیه ادامز ۹۰٫۵ کیلومترمربع مساحت و ۴۷۵ نفر جمعیت دارد و ۳۸۱ متر بالاتر از سطح دریا واقع شده‌است.